# Promachus beesoni
Promachus beesoni là một loài ruồi trong họ Asilidae. Promachus beesoni được Ricardo miêu tả năm 1921. Loài này phân bố ở miền Ấn Độ - Mã Lai.